# Élections municipales sénégalaises de 2014
Les élections municipales sénégalaises se sont déroulées le 29 juin 2014, cinq ans après celles tenues le 22 mars 2009. Les résultats définitifs sont accessibles après validation du ministre de l'intérieur mais sont aussi susceptibles d’être modifiés par le Conseil constitutionnel. ce scrutin a permis le renouvellement des conseils municipaux a travers l'ensemble du pays. Les résultats de ces élections ont constitue un véritable revers pour la coalition présidentielle Benno Bokk Yaakaar dominée par l'Alliance pour la république , le parti de Macky Sall, président de la république. A Dakar, la coallition menée par kalifa Sall du parti socialiste a largement devancé les candidats de l'APR conduit par le premier ministre Aminata Toure,. Le parti au pouvoir  a aussi essuyé une defaite dans dautres villes cles telles que thiès, Saint-Louis, ziguinchor, Touba . Le parti au pouvoir a publiquement reconnu sa defaite dans plusieurs localites,

## Organisation
Deux institutions politiques et administratives sont impliquées dans l'organisation des élections locales,. Il s'agit du ministère de l'intérieur et de la Commission électorale nationale autonome,. Le ministre de l'intérieur est chargé de l'organisation matérielle des élections politiques mais également de la préparation et du suivi du droit électoral,.Quant à la Commission électorale nationale autonome, elle est chargée de l'organisation, de la supervision et de la proclamation provisoire des résultats,.
Le vote est couplé, l'électeur vote successivement aux régionales et/ ou municipales s'il est dans une commune avec des bulletins totalement différents.
Les conseillers municipaux sont élus pour cinq ans. Ils sont élus pour moitié au scrutin de liste majoritaire à un tour sans panache, ni vote préférentiel et sur liste complète; l'autre moitié est élue au scrutin proportionnel avec application du quotient municipal. Pour déterminer ce quotient, on divise le nombre total des suffrages valablement exprimés par le nombre de conseillers municipaux à élire. Autant de fois ce quotient est contenu dans le nombre des suffrages obtenus par chaque liste, autant celle-ci obtient de candidats élus.

## Résultats
Aperçu global des élections municipales (Sénégal entier)
| Description   | Scrutin | voix | %  |
| ------------- | ------- | ---- | -- |
| Inscrits      |         |      |    |
| Abstentions   |         |      | 63 |
| Votants       |         |      | 37 |
| Blancs & nuls |         |      |    |
| Exprimés      |         |      |    |

### Département de Dakar
Le département de Dakar est l’un des 45 départements du Sénégal. Il fait partie de la région de Dakar, qui est à la fois la plus petite en superficie et la plus densément peuplée du pays. Le département abrite la capitale nationale, Dakar, qui est aussi une importante métropole ouest-africaine,.
Nombre de conseillers : 100

#### Île de Gorée
Nombre de conseillers : 26
(*)dont 2 conseillers désignés pour siéger à la ville de Dakar

#### Dakar-Plateau
Nombre de conseillers: 50
(*)dont 2 conseillers désignés pour siéger à la ville de Dakar

#### Médina (Dakar)
Nombre de conseillers:66
(*)dont 4 conseillers désignés pour siéger à la ville de Dakar

#### Gueule Tapée-Fass-Colobane
Nombre de conseillers:60
(*)dont 2 conseillers désignés pour siéger à la ville de Dakar

#### Fann-Point E-Amitié
Nombre de conseillers:46
(*)dont 2 conseillers désignés pour siéger à la ville de Dakar

#### Grand Dakar
Nombre de conseillers:56
(*)dont 2 conseillers désignés pour siéger à la ville de Dakar

#### Biscuiterie (Dakar)
Nombre de conseillers:66
(*)dont 2 conseillers désignés pour siéger à la ville de Dakar

#### Hann Bel-Air
Nombre de conseillers:56
(*)dont 2 conseillers désignés pour siéger à la ville de Dakar

#### Sicap-Liberté
Nombre de conseillers:56

#### Dieuppeul-Derklé
Nombre de conseillers:56
(*)dont 2 conseillers désignés pour siéger à la ville de Dakar

#### Grand Yoff
Nombre de conseillers : 70
(*)dont 7 conseillers désignés pour siéger à la ville de Dakar

#### Mermoz-Sacré-Cœur
Nombre de conseillers : 46
(*)dont 2 conseillers désignés pour siéger à la ville de Dakar

#### Ouakam
Nombre de conseillers : 60
(*)dont 2 conseillers désignés pour siéger à la ville de Dakar

#### Arrondissement deNgor
Nombre de conseillers : 46
(*)dont 2 conseillers désignés pour siéger à la ville de Dakar

#### Yoff
Nombre de conseillers : 66
(*)dont 3 conseillers désignés pour siéger à la ville de Dakar

#### Patte d'Oie (Dakar)
Nombre de conseillers:50
(*)dont 2 conseillers désignés pour siéger à la ville de Dakar

#### sParcelles Assainies
Nombre de conseillers: 70
(*)dont 6 conseillers désignés pour siéger à la ville de Dakar

#### Cambérène
Nombre de conseillers : 56
(*)dont 2 conseillers désignés pour siéger à la ville de Dakar

### Département de Guédiawaye

#### Guédiawaye
Nombre de conseillers : 76

##### Golf Sud
Nombre de conseillers : 66
(*)dont 11 conseillers désignés pour siéger à la ville de GUEDIAWAYE

##### Ndiarème Limamoulaye
Nombre de conseillers : 50
(*)dont 4 conseillers désignés pour siéger à la ville de GUEDIAWAYE

##### Wakhinane Nimzatt
Nombre de conseillers : 66
(*)dont 9 conseillers désignés pour siéger à la ville de GUEDIAWAYE

##### Sam Notaire
Nombre de conseillers : 66
(*)dont 9 conseillers désignés pour siéger à la ville de GUEDIAWAYE

##### Médina Gounass
Nombre de conseillers : 56
(*)dont 5 conseillers désignés pour siéger à la ville de GUEDIAWAYE

### Département de Pikine

#### Pikine
Nombre de conseillers : 100

##### Keur Massar
Nombre de conseillers : 66
(*)dont 3 conseillers désignés pour siéger à la ville de PIKINE

##### Malika (Pikine)
Nombre de conseillers : 46
(*)dont 2 conseillers désignés pour siéger à la ville de PIKINE

##### Yeumbeul Nord
Nombre de conseillers:76
(*)dont 7 conseillers désignés pour siéger à la ville de PIKINE

##### Yeumbeul Sud
Maire sortant :
Nombre de conseillers : 66
(*)dont 5 conseillers désignés pour siéger à la ville de PIKINE

##### Djidah Thiaroye Kaw
Nombre de conseillers : 70
(*)dont 5 conseillers désignés pour siéger à la ville de PIKINE

##### Tivaouane Diacksao
Nombre de conseillers : 50
(*)dont 2 conseillers désignés pour siéger à la ville de PIKINE

##### Diamaguène Sicap Mbao
Nombre de conseillers : 70
(*)dont 7 conseillers désignés pour siéger à la ville de PIKINE

##### Thiaroye Gare
Nombre de conseillers : 46
(*)dont 2 conseillers désignés pour siéger à la ville de PIKINE

##### Mbao
Nombre de conseillers : 50
(*)dont 2 conseillers désignés pour siéger à la ville de PIKINE

##### Thiaroye-sur-Mer
Nombre de conseillers : 56
(*)dont 2 conseillers désignés pour siéger à la ville de PIKINE

##### Guinaw Rail Nord
Nombre de conseillers : 50
(*)dont 2 conseillers désignés pour siéger à la ville de PIKINE

##### Guinaw Rail Sud
Nombre de conseillers : 56
(*)dont 2 conseillers désignés pour siéger à la ville de PIKINE

##### Pikine Ouest
Nombre de conseillers : 60
(*)dont 3 conseillers désignés pour siéger à la ville de PIKINE

##### Pikine Est
Nombre de conseillers : 50
(*)dont 2 conseillers désignés pour siéger à la ville de PIKINE

##### Pikine Nord
Nombre de conseillers : 56
(*)dont 2 conseillers désignés pour siéger à la ville de PIKINE

##### Dalifort
Nombre de conseillers : 46
(*)dont 2 conseillers désignés pour siéger à la ville de PIKINE

### Département de Rufisque

#### Bargny
Nombre de conseillers : 70 conseillers

#### Diamniadio
Nombre de conseillers :

#### Rufisque(ville)
Nombre de conseillers : 70

##### Rufisque Ouest
Nombre de conseillers : 56
(*)dont 8 conseillers désignés pour siéger à la ville de RUFISQUE

##### Rufisque Est
Nombre de conseillers : 66
(*)dont 13 conseillers désignés pour siéger à la ville de RUFISQUE

##### Rufisque Nord
Nombre de conseillers : 66
(*)dont 14 conseillers désignés pour siéger à la ville de RUFISQUE

#### Sébikotane
Maire sortant :
Nombre de conseillers : 46

### Département de Bambey

#### Bambey
Nombre de conseillers : 46

### Département de Diourbel

#### Diourbel
Nombre de conseillers : 70

### Département de Mbacké

#### Mbacké (ville)
Nombre de conseillers : 66

### Département de Fatick

#### Diofior
Nombre de conseillers : 46

#### Fatick
Nombre de conseillers : 50

### Département de Foundiougne

#### Foundiougne
Nombre de conseillers : 40

#### Karang Poste
Nombre de conseillers : 40

#### Passy (Sénégal)
Nombre de conseillers : 40

#### Sokone
Nombre de conseillers : 46

#### Soum (Sénégal)
Nombre de conseillers : 40

### Département de Gossas

#### Gossas
Nombre de conseillers : 

### Département de Birkelane

#### Birkelane
Nombre de conseillers : 40

### Département de Kaffrine

#### Kaffrine
Nombre de conseillers : 50

#### commune deNganda
Nombre de conseillers : 36

### Département de Koungheul

#### Koungheul
Nombre de conseillers : 46

### Département de Malem Hodar

#### Malem-Hodar
Nombre de conseillers : 36

### Département de Guinguinéo

#### Guinguinéo
Nombre de conseillers : 46

### Département de Kaolack

#### Gandiaye
Nombre de conseillers : 46

#### Kaolack
Nombre de conseillers : 70

#### Kahone
Nombre de conseillers : 40

#### Ndofane
Nombre de conseillers : 40

### Département de Nioro du Rip

#### Keur Madiabel
Nombre de conseillers : 40

#### Nioro du Rip
Nombre de conseillers : 46

### Département de Kédougou

#### Kédougou
Nombre de conseillers : 46

### Département de Salemata

#### Salemata
Nombre de conseillers : 26

### Département de Saraya

#### Saraya
Nombre de conseillers : 26

### Département de Kolda

#### Dabo (Sénégal)
Nombre de conseillers : 30

#### Kolda
Nombre de conseillers : 66

#### Salikégné
Nombre de conseillers : 26

#### Saré Yoba Diéga
Nombre de conseillers : 30

### Département de Médina Yoro Foulah

#### Médina Yoro Foulah
Nombre de conseillers : 26

#### Pata
Nombre de conseillers : 26

### Département de Vélingara

#### Diaobé-Kabendou
Nombre de conseillers : 46

#### Kounkané
Nombre de conseillers : 40

#### Vélingara
Nombre de conseillers : 46
Bonconto:
Nombre de conseillers: 40
Médina Gounasse:
Nombre de conseillers: 46
Linkéring :
Nombre de conseillers: 46
Sinthiang Koundara:
Nombre de conseillers: 46
Némataba:
Nombre de conseillers: 40
Saré Coly Sallé :
Nombre de conseillers: 46
Kandia:
Nombre de conseillers: 46
Kandiaye:
Nombre de conseillers: 46
Wassadou:
Nombre de conseillers: 46
Pakour
Nombre de conseillers: 46
Paroumba:
Nombre de conseillers: 46

### Département de Kébémer

#### Kébémer
Nombre de conseillers : 46

#### Guéoul
Nombre de conseillers : 40

### Département de Linguère

#### Dahra (Sénégal)
Nombre de conseillers : 46

#### Linguère (Sénégal)
Nombre de conseillers : 46

### Département de Louga

#### Louga
Nombre de conseillers : 66

### Département de Kanel

#### Dembancané
Nombre de conseillers : 40

#### Hamady Ounaré
Nombre de conseillers : 46

#### Kanel
Nombre de conseillers : 46

#### Waoundé
Nombre de conseillers : 40

#### Semmé
Nombre de conseillers : 40

#### Sinthiou Bamambé-Banadji
Nombre de conseillers : 46

### Département de Matam

#### Matam
Nombre de conseillers : 46

#### Ourossogui
Nombre de conseillers : 46

#### Thilogne
Nombre de conseillers : 46

### Département de Ranérou-Ferlo

#### Ranérou
Nombre de conseillers : 26

### Département de Dagana

#### Dagana (Sénégal)
Nombre de conseillers : 46

#### Gaé
Nombre de conseillers : 40

#### Richard-Toll
Nombre de conseillers : 60

#### Ross Béthio
Nombre de conseillers : 40

#### Rosso
Nombre de conseillers : 46
Diama
Nombre de conseillers : 56

### Département de Podor

#### Aéré Lao
Nombre de conseillers : 46

#### Bodé Lao
Nombre de conseillers : 40

#### Démette
Nombre de conseillers : 36

#### Galoya Toucouleur
Nombre de conseillers : 40

#### Golléré
Nombre de conseillers : 40

#### Guédé Chantier
Nombre de conseillers : 40

#### Mboumba
Nombre de conseillers : 40

#### Ndioum
Nombre de conseillers : 46

#### Niandane
Nombre de conseillers : 40

#### Pété
Nombre de conseillers : 36

#### Podor
Nombre de conseillers : 46

#### Walaldé
Nombre de conseillers : 36

### Département de Saint-Louis

#### Saint-Louis (Sénégal)
Nombre de conseillers : 70

#### Mpal
Nombre de conseillers : 40

### Département de Bounkiling

#### Bounkiling
Nombre de conseillers : 40

#### Madina Wandifa
Nombre de conseillers : 40

### Département de Goudomp

#### Diattacounda
Nombre de conseillers : 36

#### Goudomp
Nombre de conseillers : 46

#### Samine
Nombre de conseillers : 40

#### Tanaff
Nombre de conseillers : 40

### Département de Sédhiou

#### Diannah Malary
Nombre de conseillers : 26

#### Marsassoum
Nombre de conseillers : 40

#### Sédhiou
Nombre de conseillers : 46

### Département de Bakel

#### Bakel (Sénégal)
Nombre de conseillers : 46

#### Diawara (ville)
Nombre de conseillers : 40

#### Kidira
Nombre de conseillers : 40

### Département de Goudiry

#### Goudiry
Nombre de conseillers : 40

#### Kothiary
Nombre de conseillers : 40

### Département de Koumpentoum

#### Koumpentoum
Nombre de conseillers : 40

#### Malem Niani
Nombre de conseillers : 30

### Département de Tambacounda

#### Tambacounda
Nombre de conseillers : 66

### Département de M'bour

#### Joal-Fadiouth
Nombre de conseillers : 50

#### M'bour
Nombre de conseillers : 70

#### Ngaparou
Nombre de conseillers : 40

#### Nguékhokh
Nombre de conseillers : 46

#### Popenguine-Ndayane
Nombre de conseillers : 36

#### Saly Portudal
Nombre de conseillers : 40

#### Somone
Nombre de conseillers : 30

#### Thiadiaye
Nombre de conseillers : 46

### Département de Thiès

#### Kayar
Nombre de conseillers : 46

#### Khombole
Nombre de conseillers : 46

#### Pout (Sénégal)
Nombre de conseillers : 46

#### Thiès
Nombre de conseillers : 76

##### Thiès Nord
Nombre de conseillers : 66
(*)dont 13 conseillers désignés pour siéger à la ville de THIES

##### Thiès Est
Nombre de conseillers : 70
(*)dont 16 conseillers désignés pour siéger à la ville de THIES

##### Thiès Ouest
Nombre de conseillers :  66
(*)dont 9 conseillers désignés pour siéger à la ville de THIES

### Département de Tivaouane

#### Mboro
Nombre de conseillers : 46

#### Meckhe
Nombre de conseillers : 46

#### Tivaouane
Nombre de conseillers : 56

### Département de Bignona

#### Bignona
Nombre de conseillers : 50

#### Diouloulou
Nombre de conseillers : 40

#### Thionck Essyl
Nombre de conseillers : 46

### Département d'Oussouye

#### Oussouye
Nombre de conseillers : 40

### Département de Ziguinchor

#### Ziguinchor
Nombre de conseillers : 76